# Pardis Sabeti
Pardis Christine Sabeti (in persiano پردیس ثابتی‎; Teheran, 25 dicembre 1975) è una biologa, genetista e medico iraniana naturalizzata statunitense.
Ha sviluppato un metodo statistico bioinformatico che identifica sezioni del genoma che sono state soggette a selezione naturale e un algoritmo che spiega gli effetti della genetica sull'evoluzione delle malattie.
Nel 2014, Sabeti faceva parte di un team guidato da Christian Happi, un genetista del Camerun, che ha utilizzato una tecnologia avanzata di sequenziamento genomico per identificare un singolo punto di infezione da un serbatoio di animali a un essere umano nell'epidemia di Ebola nell'Africa occidentale. I cambiamenti nell'RNA suggeriscono che la prima infezione umana è stata seguita da trasmissioni esclusive da uomo a uomo. Questo lavoro l'ha portata a diventare una delle persone dell'anno 2014 di TIME Magazine (Ebola Fighters) e una delle 100 persone più influenti secondo il TIME nel 2015.
Sabeti è professoressa ordinaria presso il Center for Systems Biology and Department of Organismic and Evolutionary Biology dell'Università di Harvard e presso la facoltà del Center for Communicable Disease Dynamics della Harvard TH Chan School of Public Health, inoltre è membro del Broad Institute e una ricercatrice del Howard Hughes Medical Institute. È a capo del Sabeti Lab.

## Origini e formazione
Sabeti è nata nel 1975 a Teheran, in Iran, da Nasrin e Parviz Sabeti. Suo padre proveniva da una famiglia baha'i, ma non vi si unì mai ufficialmente come membro ed era il vice di SAVAK, l'agenzia di intelligence iraniana e un alto funzionario della sicurezza del regime dello Shah. Aveva una sorella, Parisa, più grande di due anni. Crescendo, Parisa insegnava a Pardis il materiale dei corsi che aveva imparato l'anno prima a scuola, portando Pardis ad essere "quasi due anni avanti rispetto ai suoi compagni di classe" all'inizio dell'anno scolastico.
La sua famiglia fuggì dall'Iran nell'ottobre 1978, poco prima della Rivoluzione iraniana, quando Sabeti aveva due anni e trovò rifugio in Florida. Cresciuta ad Orlando, Sabeti voleva diventare proprietaria di un negozio di fiori, romanziere o medico. Tuttavia, era molto appassionata di matematica. Durante la sua infanzia e al college, Sabeti ha giocato a tennis a livello agonistico. Sabeti andò alla Trinity Preparatory School nella Florida centrale. Al liceo, era una National Merit Scholar e ha partecipato al team accademico delle scuole superiori di USA Today.
Sabeti ha in seguito studiato biologia presso il Massachusetts Institute of Technology (MIT), dove era membro della squadra di tennis varsity e presidente di classe, laureandosi nel 1997 con una specializzazione in Biologia e una "perfetta media del 5.0". Al MIT, ha iniziato la sua carriera di ricercatrice nel laboratorio di David Bartel e ha anche lavorato nel laboratorio di Eric Lander,  creato il Freshman Leadership Program e ha lavorato come assistente di insegnamento. È stata poi una Rhodes Scholar all'Università di Oxford, ha completato il suo dottorato in genetica evolutiva nel 2002 e si è laureata con lode come dottore in Medicina alla Harvard Medical School nel 2006, diventando la terza donna a ricevere questo onore da quando la scuola aveva iniziato ad accettare le studentesse. Le borse di studio Paul &amp; Daisy Soros per i nuovi americani hanno sostenuto i suoi studi universitari. Inizialmente, Sabeti aveva pianificato di entrare nel campo della medicina e diventare un medico; tuttavia, ha deciso di proseguire la ricerca dopo aver completato la scuola di medicina e aver scoperto di preferire la ricerca alla medicina.

## Carriera e ricerca
Sabeti partecipa annualmente alla Distinguished Lecture Series presso l'acclamato Research Science Institute del MIT per studenti delle scuole superiori. Nel maggio 2015, ha tenuto un TED Talk, chiamato "Come combatteremo il prossimo virus mortale".
Come studentessa laureata a Oxford e borsista post - dottorato con Eric Lander presso il Broad Institute, Sabeti ha sviluppato una famiglia di test statistici per la selezione positiva che cercano varianti genetiche comuni trovate su aplotipi insolitamente lunghi. I suoi test, l'omozigosi estesa dell'aplotipo (EHH), il test dell'aplotipo a lungo raggio (LRH) e l'omozigosi dell'aplotipo esteso della popolazione (XP-EHH), sono progettati per rilevare vantaggiose mutazioni la cui frequenza nelle popolazioni umane è aumentata rapidamente negli ultimi 10.000 anni. Come membro di facoltà di Harvard, Sabeti e il suo gruppo hanno sviluppato un test statistico per individuare i segnali di selezione, il Composite of Multiple Signals (CMS), e una famiglia di test statistici per rilevare e caratterizzare correlazioni in set di dati di qualsiasi tipo, esplorazione non parametrica di informazioni massime (MINE). Sabeti ha creato una serie di video con l'obiettivo di spiegare la Statistica agli studenti delle scuole superiori e dei college.

### Premi e onorificenze
Sabeti ha ricevuto nel 2012 il premio American Ingenuity Award della rivista Smithsonian nella categoria Scienze naturali. Nel 2014, ha ricevuto il premio Vilcek per la promessa creativa nella scienza biomedica. È una giovane leader mondiale del World Economic Forum e un'Esploratrice Emergente del National Geographic.
Oltre ad essere stata nominata una delle persone dell'anno della rivista TIME nel 2014 (Ebola Fighters), Sabeti è stata elencata come una delle 100 persone più influenti della rivista TIME nel 2015.
Nel 2015, Sabeti è stato selezionata per il prestigioso premio Investigator del Howard Hughes Medical Institute. Ha anche ricevuto un premio alla carriera Burroughs Wellcome Fund in Scienze biomediche, un premio Packard Foundation in Scienza e ingegneria,, un New Innovator Award del direttore di NIH, e un premio L'Oreal for Women in Science Fellowship.

## Vita privata
Sabeti è la cantante e cantautrice della rock band Thousand Days. Nel suo tempo libero, Sabeti si diverte a giocare a pallavolo e partecipa al campionato estivo di pallavolo di Harvard.
Il 17 luglio 2015, Sabeti ha subito un incidente quasi fatale durante una conferenza nel Montana. Era tra i passeggeri di un ATV che ha scavalcato una scogliera e si è catapultato sulle rocce. Si è fratturata il bacino e le ginocchia, e ha subito una lesione cerebrale. Ha completato la riabilitazione per tornare all'insegnamento.